# Darte un beso
Darte un beso is een lied van de Nederlandse zanger Rolf Sanchez. Het werd in 2022 als single uitgebracht en stond in hetzelfde jaar als derde track op het album Mi viaje.

## Achtergrond
Darte un beso is geschreven door Rolf Sanchez, Andres Sanchez, Luis Salazar en Andy Clay en geproduceerd door Andres Sanchez, Salazar en Clay. Het is een latinpopnummer waarin in het Spaans wordt gezongen. Dit is in tegenstelling tot de meeste nummers van de zanger, die vaak tweetalig zijn; in zowel het Spaans als in het Nederlands. Het lied werd als single uitgebracht kort voordat de zanger met het album Mi viaje kwam. De titel Darte un beso, kan vertaald worden naar "ik geef je een kus". De zanger omschrijft de betekenis van de track als een beschrijving van de situatie wanneer je iemand ontmoet en het fijn voelt met elkaar, maar dat je verder niets weet over de situatie van de ander, zoals het hebben van een relatie. In de videoclip is de zanger en zijn vriendin te zien. 

## Hitnoteringen
De zanger had succes met het lied in de Nederlandse hitlijsten. Het kwam tot de twaalfde plaats in de Nederlandse Top 40 en stond twaalf weken in deze hitlijst. In de Nederlandse Single Top 100 piekte het op de 67e plek in de negen weken dat het in de lijst stond.